# Ferréol Cannard
Ferréol Cannard (* 28. Mai 1978 in Morez) ist ein ehemaliger französischer Biathlet.
Seine größten Erfolge im Biathlonsport feierte Cannard mit der französischen Staffel: Bei den Weltmeisterschaften 2004 in Oberhof sowie den Olympischen Spielen 2006 in Turin gewann er jeweils die Bronzemedaille. 
In Einzelrennen konnte er hingegen keine großen Erfolge vorweisen, seine besten Weltcup-Ergebnisse waren zwei sechste Plätze. 2008 beendete er seine Laufbahn.

## Biathlon-Weltcup-Platzierungen
Die Tabelle zeigt alle Platzierungen (je nach Austragungsjahr einschließlich Olympische Spiele und Weltmeisterschaften).
- 1.–3. Platz: Anzahl der Podiumsplatzierungen
- Top 10: Anzahl der Platzierungen unter den ersten zehn (einschließlich Podium)
- Punkteränge: Anzahl der Platzierungen innerhalb der Punkteränge (einschließlich Podium und Top 10)
- Starts: Anzahl gelaufener Rennen in der jeweiligen Disziplin

| Platzierung                    | Einzel | Sprint | Verfolgung | Massenstart | Staffel | Gesamt |
| ------------------------------ | ------ | ------ | ---------- | ----------- | ------- | ------ |
| 1. Platz                       |        |        |            |             | 1       | 1      |
| 2. Platz                       |        |        |            |             | 2       | 2      |
| 3. Platz                       |        |        |            |             | 7       | 7      |
| Top 10                         | 2      | 4      | 1          | 1           | 26      | 34     |
| Punkteränge                    | 13     | 19     | 17         | 10          | 30      | 89     |
| Starts                         | 25     | 73     | 49         | 10          | 30      | 187    |
| Stand: nach der Saison 2009/10 |        |        |            |             |         |        |